# Donato Sabia
Donato Sabia (11. září 1963 Potenza – 7. dubna 2020 Potenza) byl italský atlet, halový mistr Evropy v běhu na 800 metrů.
Dvakrát startoval v olympijském finále běhu na 800 metrů – v Los Angeles v roce 1984 doběhl pátý, o čtyři roky později v Soulu skončil, sedmý. Největším úspěchem se pro něj stal titul halového mistra Evropy v běhu na 800 metrů v roce 1984. S osobním rekordem 1:43,88 patří mezi nejlepších 30 Evropanů v historii, na 500 m zaběhl dokonce nejrychlejší evropský čas (1:00,08).
Zemřel 7. dubna 2020 na následky koronavirové infekce, jen týden poté, co na stejnou chorobu zemřel jeho otec.